# Nessuno scrive al colonnello
Nessuno scrive al colonnello (titolo orig. El coronel no tiene quien le escriba) è una novella, o romanzo breve, di Gabriel García Márquez, pubblicata prima in rivista a puntate tra maggio e giugno 1958, poi in volume nel 1961; la prima edizione italiana appare presso l'editore Feltrinelli nel 1969.

## Genesi
Il romanzo fu scritto tra il 1956 e il 1957 a Parigi, dove l'autore, inviato della rivista colombiana El Espectador presso la quale aveva pubblicato i primi racconti, era rimasto senza stipendio, perché la dittatura di Gustavo Rojas Pinilla aveva chiuso il giornale. Questa attesa inutile di un salario che non sarebbe più arrivato entra come esperienza nella scrittura dell'opera, come pure la reale esperienza di nonno Nicolás Márquez Iguarán, che era stato davvero un ufficiale di alto grado durante la guerra dei mille giorni. Dopo essere transitato come corrispondente da Ginevra e Roma (dove si era iscritto al Centro sperimentale di cinematografia), si era stabilito nella capitale francese, dove iniziò a scrivere nel 1956 il romanzo La mala ora, del quale Nessuno scrive al colonnello, che giungerà prima alla pubblicazione, nasce come una costola, sotto forma di episodio che si sviluppa autonomamente.
La prima edizione risale al 1959 sulla rivista bimestrale di cultura Mito (Bogotà), nel n. 19 anno IV, maggio-giugno 1958. La prima pubblicazione in volume è invece del 1961, presso Aguirre Editor a Medellín. In Italia, per ragioni di opportunità editoriale, dopo il successo planetario di Cent'anni di solitudine, si preferì pubblicare la novella in un unico volume insieme ai racconti della raccolta I funerali della Mamá Grande. Rispetto ai racconti precedenti, in Nessuno scrive al colonnello il naturalismo è temperato da un umorismo cinico e dalla proliferazione di una serie di simboli come il gallo, l’attesa della posta, la fame. Il gallo in particolare, in quanto ricordo del figlio morto e veicolo di solidarietà dei compaesani, è il simbolo del riscatto di un continente, l'America latina, che non avverrà mai.

## Trama
La storia è ambientata nel 1956 in una cittadina indeterminata della Colombia, che potrebbe essere ispirata a Sucre, città in cui l'autore soggiornò in diverse occasioni. Il protagonista è un anziano ex colonnello dell'esercito liberale, sconfitto nella guerra dei mille giorni, che vive in ristrettezze economiche insieme alla moglie. Il colonnello si prepara per partecipare a un funerale; uscito di casa incontra don Sabas, unico dirigente del partito liberale sfuggito alle persecuzioni della dittatura, che è anche padrino di Agustín, il defunto figlio del colonnello. Il figlio è stato ucciso nove mesi fa a un combattimento di galli per aver distribuito stampa clandestina.
Ogni venerdì il colonnello si reca all'ufficio postale. 15 anni prima aveva presentato richiesta per la pensione dei reduci di guerra, che spetta, secondo gli accordi, anche ai 200 ufficiali liberali che capitolarono nell'armistizio di Neerlandia, ponendo fine alla guerra civile. In quell'occasione, in quanto tesoriere dell'esercito sconfitto, aveva consegnato la cassa al colonnello Aureliano Buendía, intendente generale del litorale atlantico. Il colonnello si reca dal proprio avvocato per revocargli l'incarico, dal momento che non è ancora riuscito a fargli avere la pensione. Per sopravvivere, d'accordo con la moglie, continua a vendere i mobili di casa; spesso si toglie il cibo di bocca per alimentare il gallo da combattimento lasciato dal figlio, non solo per preservarne il ricordo ma anche nella speranza che vinca ai combattimenti che avranno luogo in primavera. Quando lo scoprono, i compagni di Agustín si incaricano di nutrire l'animale a loro spese.
Don Sabas assicura al colonnello che, se vuole, può vendere il gallo per 900 pesos. La moglie è favorevole, perciò il colonnello accetta. Però, arrivati al dunque, il parroco ne offre 400 di cui 60 come anticipo. Secondo il medico don Sabas ha fatto i soldi riacquistando i beni dei compagni di partito proscritti. Il colonnello intasca l'anticipo poi ci ripensa, malgrado il parere della moglie. Sono iniziati gli allenamenti dei galli, i compagni di Agustín premono perché il gallo scenda nell'arena. La sua fede nell'imminente arrivo della pensione rimane incrollabile.

## Edizioni italiane
- Nessuno scrive al colonnello [e otto racconti], traduzione di Enrico Cicogna, Collana I Narratori n.153, Milano, Feltrinelli, 1969-1981,  p. 215.
- Foglie morte. Nessuno scrive al colonnello e otto racconti, traduzione di E. Cicogna, Angelo Morino, introduzioni di Dario Puccini, Collana Oscar, Milano, Mondadori, 1982.
- Nessuno scrive al colonnello. I funerali della Mama Grande, traduzione di E. Cicogna, Collana Omnibus, Milano, Mondadori, 1984.
- Nessuno scrive al colonnello, traduzione di E. Cicogna, Introduzione di Dario Puccini, Collana Oscar Scrittori del Novecento, Milano, Mondadori, 1998, ISBN 978-88-04-45918-7.